# 자부아

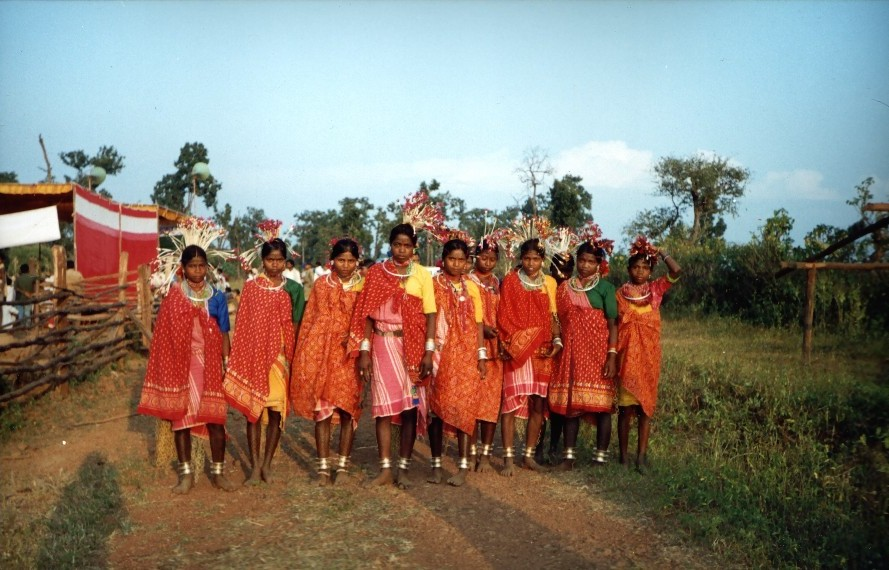

자부아(힌디어: झाबुआ)는 인도 마디아프라데시주 자부아 지구의 도시이다. 2001년 기준으로 인구는 30,577명이다.